# Естественные границы Франции
Естественные границы Франции (фр. Frontières naturelles de la France) — это политический и географический проект, разработанный во Франции времён Великой Французской революции. Согласно ему, Франция включает в себя Бельгию и германские территории до Рейна.

Карта Первой Французской Республики

## История
Первые упоминания об истинных границах Франции появились в 1642 году в апокрифическом заявлении кардинала Ришельё. Тем не менее, эта идея была доработана только в 1786 году. Тогда была опубликована статья «Желания галлофила» (фр. Vœux d’un gallophile) за авторством Жана Батиста Клоотса — будущего убеждённого якобинца, жившего в то время в Пруссии. В ней он призывал Францию аннексировать левый берег Рейна, обосновав это «природными границами галлов» (фр. borne naturelle des Gaules). Затем эта идея получила популярность у французских революционеров после 1790 года, особенно у якобинцев. После победы в сражении при Вальми, Национальный Конвент приказал солдатам преследовать пруссаков на другом берегу Рейна. Генерал армии Адам Филипп де Кюстин высказался так:
«Если Рейн не является границей Республики, то тогда она обречена.»
17 декабря Конвент принял Декрет о французской революционной администрации покорённых территорий, что послужило предисловием перед аннексией Бельгии. Этого требовал Жорж Жак Дантон. Он говорил: 
«Границы Франции отмечены природой, мы достигнем четырёх углов горизонта, до края Рейна, до края океана, до края Пиренеев и до края Альп. Там должны быть границы нашей республики.»

## Практическая реализация и современность

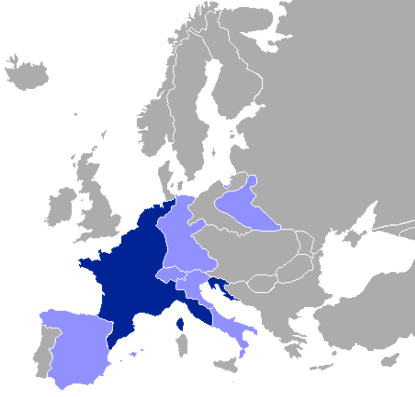
Карта Французской империи в 1812

Во времена Консульства и Первой французской империи Наполеон расширил границы Франции через завоевания, главным образом для контроля за побережьями, что было необходимо для ведения войны против Великобритании. В 1812 году во Франции насчитывалось 130 департаментов (134, включая четыре департамента в Каталонии, которые были интегрированы только частично). Территория Франции расширилась за пределы Рейна благодаря аннексии Нидерландов (1810 г.), Любека (1811 г.), за Пиренеями была аннексирована Каталония, а за Альпами Пьемонт стал частью Франции. После первого отречения Наполеона в 1814 году Франция по Парижскому мирному договору потеряла все территории, присоединённые после 1792 года. Осталась только часть Савойи. После битвы при Ватерлоо Савойя была окончательно потеряна. Лишь в 1860 году Франция и Сардинское Королевство заключили договор, согласно которому Савойя и Ницца вновь возвращались во Францию.

Современные границы Франции

После окончательного поражения Наполеона споры о границах Франции считались неактуальными, но затем вновь разгорелись в 1830 году по поводу независимости Бельгии от Нидерландов, а затем ещё раз в 1871 после поражения во франко-прусской войне и потери Эльзаса-Лотарингии, и не утихали до конца Первой мировой войны.